# 90 notti in giro per il mondo
90 notti in giro per il mondo è un film del 1963, diretto da Mino Loy.